# VASP航空
VASP航空（ヴァスピこうくう、ポルトガル語: Viação Aérea São Paulo S/A）は、かつて存在したブラジルのサンパウロ市を拠点にする航空会社。2005年に運航を停止した。

## 歴史

### 州立航空会社

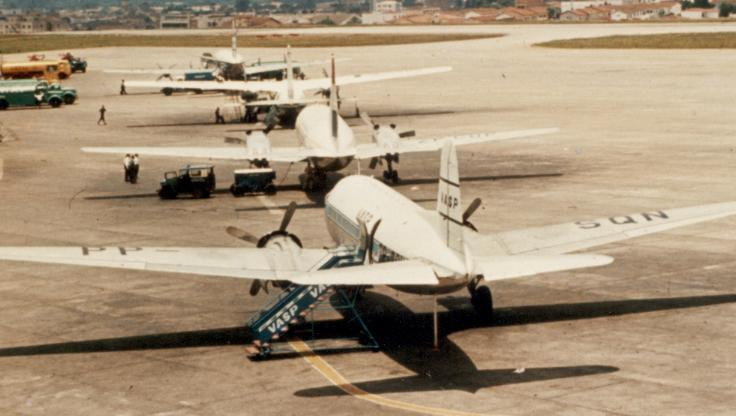
VASP航空のサーブ・スカンディア型機（1965年）

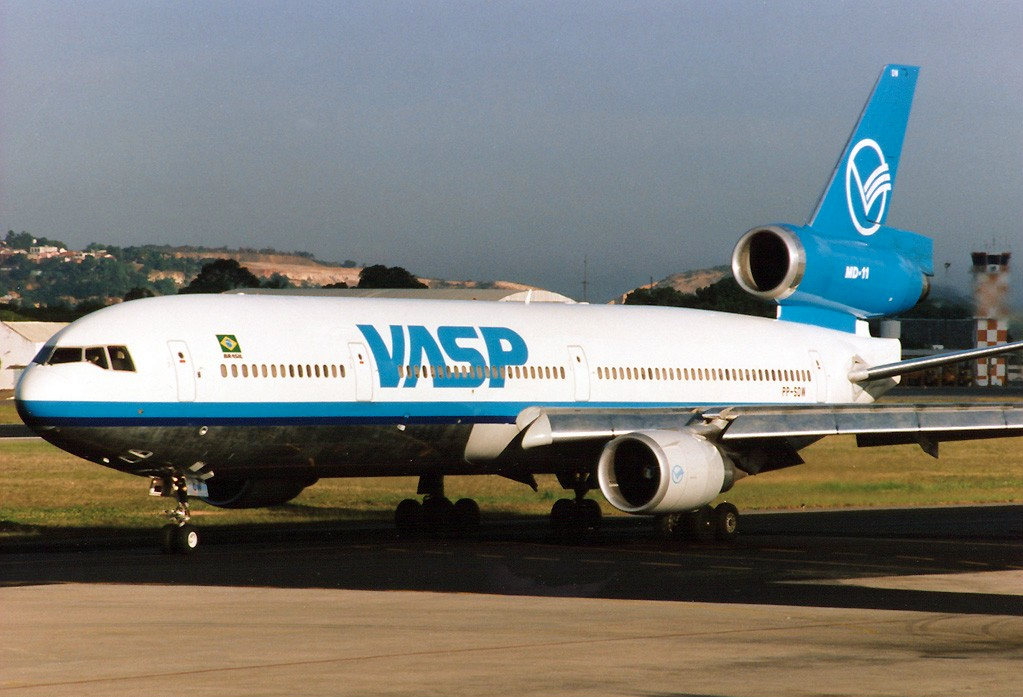
VASP航空のマクドネル・ダグラスMD-11型機

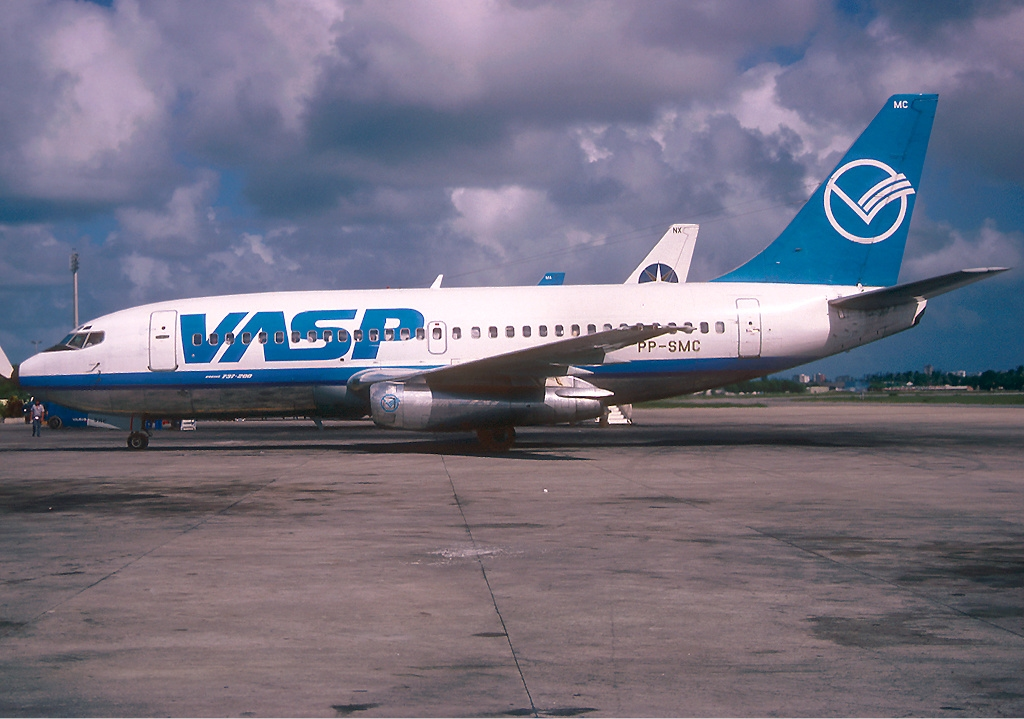
ボーイング737-200

1933年11月3日に、サンパウロ州の州立航空会社としてサンパウロ市内にあるコンゴニアス国際空港を拠点に運航を開始した。その後ブラジル経済の発展に合わせて着実に業績を伸ばし、第二次世界大戦後にはヴァリグ・ブラジル航空やレアル航空、クルゼイロ航空などと並びブラジル有数の規模を持つまでに成長した。

### 拡大
ダグラス DC-4などの大型機の導入を進めたことで、1965年にはヴァリグ・ブラジル航空に次ぐ国内第二の航空会社になった。1960年代後半には日本の日本航空機製造YS-11型機をサンパウロ - リオデジャネイロ線やサンパウロ - クリチバなどの国内幹線や準幹線に就航させた。
また、1970年代に入るとボーイング727-200やエアバスA300を導入し、国内線の高需要路線に投入したほか、これらの機材を使って隣国のアルゼンチンやボリビア、ウルグアイなどに近距離国際線を運航するまでになった。

### 民営化とさらなる拡大
1990年に民営化された後には、新たに購入したマクドネル・ダグラス MD-11を使用して、ロサンゼルスやマイアミなどのアメリカ路線に参入したほか、サンパウロからロサンゼルス経由で関西国際空港への乗り入れを開始するなど、積極的に長距離国際路線への参入を開始した。
また、一時期はボリビアの大手航空会社のLAB航空に資本参加し、機体にVASPと同じ塗装をさせていた（違いは尾翼のロゴマークと、機体にLABと描かれていた）。

### 運航縮小
しかし、これらの無理な拡大路線と国内の競争激化により経営状況が悪化し、日本路線などの長距離路線の運航も1990年代後半に大半は停止した。
さらに、2001年9月に発生したアメリカ同時多発テロ事件を受けて国内外路線の乗客が激減し、2002年には全ての国際線を廃止し国内路線に特化することで経営状況の安定を図った。

### 運航停止
しかし、ゴル航空やアビアンカ・ブラジル航空などの国内格安航空会社の参入などによる競争激化の余波を受けたこともあり、経営の悪化に歯止めがかからずに2005年初頭に全便の運航を停止した。
サンパウロ地裁が命じた会社再建案が提示されなかったことで、経営陣の工作を封じるための措置が取られた。

### 破産
その後経営建て直しを模索するも解決案が出ず、結局2008年9月4日にサンパウロ会社更生裁判所により破産宣告が下された。VASP航空は控訴する方針を示したが、このまま終焉を迎える可能性が高まった。
5,000人の従業員は支給が約束されたはずの4カ月分の給与と13カ月分のボーナスが支給されず経済的に困窮し、再就職もうまくいかずノイローゼとなり自殺する者も出たと言われる。
なお、破産時の所有機であったボーイング737-300やボーイング727-200、エアバスA300のうち数機はコンゴニャス国際空港の整備エリア内に10機ほど放置されたままになっていた。その後、2014年に開催されるFIFAワールドカップ開催や、2016年にリオ・デ・ジャネイロで開催される夏季オリンピックの開催までにこれらの放置機材を処分することが必要であると言われていたことを受け、2013年に解体と撤去が行われた。

## 過去に運航した機材

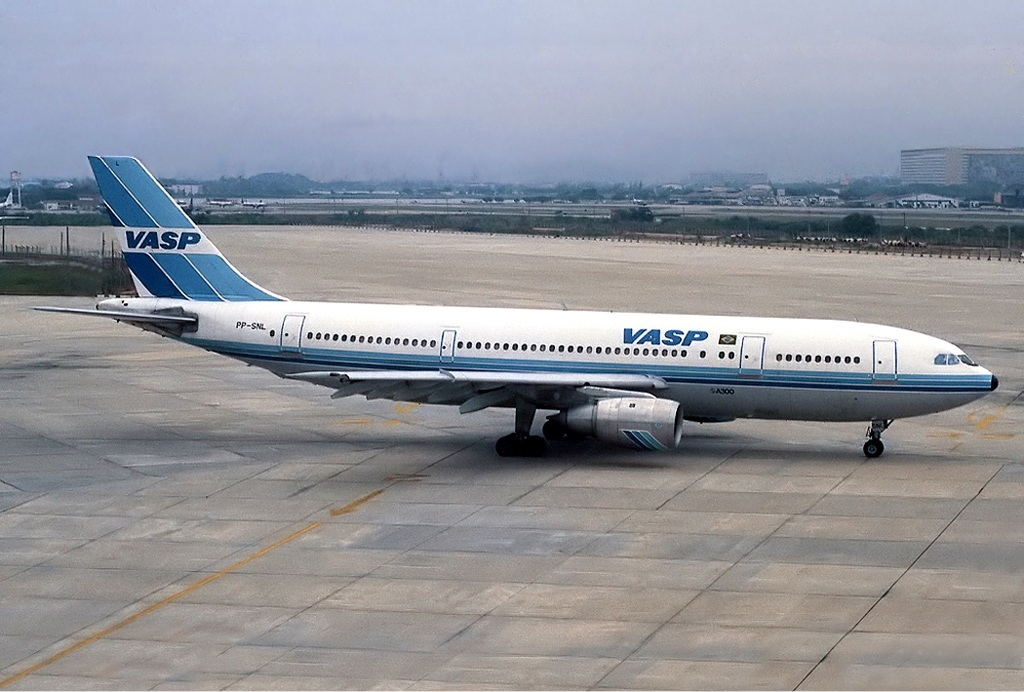
VASP航空のエアバスA300型機

- ダグラス DC-3
- ダグラス DC-4B
- 日本航空機製造YS-11
- ボーイング727
- ボーイング737
- エアバスA300
- ダグラス DC-10
- マクドネル・ダグラス MD-11